# トキワ交通
トキワ交通（ときわこうつう）は、茨城県東海村舟石川に本社を置く貸切バス事業者である。

## 概要
系列会社にトキワ・バス販売があり、中古バス販売事業を行っている。そのため、茨城県内外数社においてトキワ交通と同様のカラーリングを用いたバスが使用されているが、それらの会社と資本関係はない。
第二種旅行業者として、トキワトラベルを運営している。

## 沿革
- 2015年9月15日 ｰ 貸切バス事業者安全性評価認定制度 2つ星認定
- 2017年12月20日 ｰ 貸切バス事業者安全性評価認定制度 3つ星認定[4]

## 車両
三菱ふそうトラック・バスと日野自動車のバスが多い。大型車を中心に、中型車や小型車も所有している。ビールサーバなどを装備したバスもいる。
- 三菱ふそう・エアロクイーン
- 日野・セレガ
- 三菱ふそう・エアロエースMMおよびエアロエース ショートタイプMM
- 三菱ふそう・エアロミディ
- 日野・メルファ